# Isothecium algarvicum
Isothecium algarvicum là một loài Rêu trong họ Brachytheciaceae. Loài này được W.E. Nicholson & Dixon mô tả khoa học đầu tiên năm 1912.